# Cryomatie
Cryomatie of promessie is een alternatieve uitvaarttechniek waarbij het stoffelijk overschot wordt gevriesdroogd. Na het vriesdrogen blijft slechts een hoeveelheid poeder over. Cryomatie is in Nederland niet toegestaan en wordt nog nergens ter wereld toegepast. 
De techniek is ontwikkeld door de Zweedse biologe Susanne Wiigh-Mäsak op basis van de conserveringstechnologie. Zij richtte Promessa Organic AB in 2001 op om haar idee bedrijfsmatig te realiseren. De naam promessie is afgeleid van het Italiaanse woord voor belofte (promessa).
Cryomatie gaat in verschillende stappen. Eerst wordt het lichaam in 10 dagen afgekoeld tot een temperatuur van −18 graden Celsius. Vervolgens wordt het ondergedompeld in vloeibare stikstof (−196 graden) waardoor het broos wordt. Door blootstelling aan trillingen valt het lichaam daarna uiteen tot een poeder. Dit wordt gevriesdroogd in een droogkamer waardoor ongeveer 30% van het gewicht verloren gaat. Na verwijdering van kwik en andere metalen, van bijvoorbeeld vullingen en implantaten, blijft er ongeveer 25-30 kilogram droge stof over. Dit wordt gedeponeerd in een biologisch afbreekbare kist die geplaatst wordt in de toplaag van de bodem, waar aerobe bacteriën de overblijfselen in 6-12 maanden verteren tot compost.
Onderzoeksinstituut TNO heeft onderzoek verricht en concludeert dat zowel cryomeren als resomeren, waarbij het lichaam wordt opgelost in een speciale vloeistof, duurzamer, milieuvriendelijker, ruimtebesparend en mogelijk voordeliger zijn dan begraven en cremeren.
De term cryomatie kan makkelijk worden verward met cryonisme. Het doel van invriezen bij cryonisme is echter het behoud van het lichaam in de hoop op een toekomstige verder kunnen leven.